# Ti Žen-ťie
Ti Žen-ťie (čínsky pchin-jinem Dí Rénjié, znaky zjednodušené 狄仁杰, tradiční 狄仁傑; 630–700) byl čínský úředník z doby dynastie Tchang, který proslul odporem proti korupci a který dvakrát sloužil jako čínský kancléř. Narodil se v Tchaj-jüanu v rodině, z níž pocházeli eunuchové (Ti Žen-ťie nebyl eunuch). Jeho dědeček, Ti Šao-šu, byl místokancléřem za vlády císaře Tchaj-cunga.
V roce 686, když byl starostou města Kan-su, se stal velmi populárním vládním úředníkem, neboť udržoval dobré vztahy s ne-hanskou populací, čímž si získal srdce mnoha ne-hanských obyvatel.
V roce 688 byl pro svou kritiku Čang Kuang-suna propuštěn, ale poté byl opětovně jmenován starostou města Fu-čou. V září pak byl jmenován kancléřem, přičemž byl odpovědný za záležitosti regionů. V únoru 693 byl však pro urážku Wu Čcheng-ie (武承嗣) uvězněn.
V roce 696 síly Kitanů obsadily důležité město Chu-pej. V zájmu vytvoření stabilního politického prostředí jej Císařovna Wu jmenovala starostou města Wej-čou (Ta-ming).
V říjnu 697 byl pozván zpět k císařskému dvoru a podruhé jmenován kancléřem. Tento úřad si udržel až do své smrti. Císařovně Wu navrhl, aby dřívějšího a pozdějšího císaře Čung-cunga jmenovala korunním princem, aby získala podporu lidu, což císařovna přijala. V roce 698 byl jmenován zástupcem velitele čínské armády, která bojovala proti cizí invazi, zatímco korunní princ byl velitelem. Po jeho smrti v roce 700 mu dal dvůr velmi vysoké pocty. Když se ministři dotázali císařovny na její pocity ohledně smrti Ti, císařovna Wu plakala a napsala čtyři čínské znaky (朝堂空也), kterými své pocity vyjádřila a které znamenaly, že jí dvůr bez něj připadal prázdný. Ještě více byl oceňován po smrti císařovny Wu, neboť nepřímo napomohl svržení dynastie Čou (tzv. dynastie druhá Čou, 690–705) a obnově dynastie Tchang, protože navrhl jmenování Čang Ťian-č'a, který sloužil jako kancléř v roce 705 a zahájil státní převrat, kterým byla obnovena moc Čung-čunga.
Na osobnosti Ti Žen-ťie je volně založena hlavní postava detektivních příběhů soudce Ti od Roberta van Gulika.
Ti Žen-ťie, je líčen v knize Wu-šuang pchu (neboli Seznam jedinečných hrdinů).